# Aaron Cleare
Aaron Cleare (31 januari 1983) is een Bahamaans atleet, die is gespecialiseerd in de 200 en 400 m. Eenmaal nam hij deel aan de Olympische Spelen, maar bleef medailleloos.

## Biografie
Op de Olympische Spelen van 2004 in Athene nam Cleare samen zijn landgenoten Nathaniel McKinney, Andrae Williams en Chris Brown deel aan de 4 x 400 m estafette. Het Bahamaans viertal kwalificeerde zich voor de finale in een tijd van 3.01,47. In deze finale eindigden ze op een zesde plaats in een tijd van 3.01,88.

## Persoonlijke records
| Onderdeel | Prestatie | Datum        | Plaats   |
| --------- | --------- | ------------ | -------- |
| 200 m     | 21,39 s   | 1 mei 2002   | Athene   |
| 400 m     | 45,90 s   | 26 juni 2005 | Freeport |